# Mandžuko
Mandžuko je bila marionetna država, ki jo je ustanovila Japonska v Mandžuriji na severovzhodu Kitajske. Obstajala je od leta 1932 do japonskega poraza v drugi svetovni vojni leta 1945. Formalno je bil vodja države Puyi, zadnji cesar dinastije Čing, vendar so politiko natančno nadzorovali Japonci.
Avgusta 1945 so ozemlje zasedle sovjetske sile in ga še isto leto vrnile pod kitajsko oblast.